# Tipula surcularia
Tipula surcularia är en tvåvingeart som beskrevs av Alexander 1947. Tipula surcularia ingår i släktet Tipula och familjen storharkrankar. Inga underarter finns listade i Catalogue of Life.